# La Roche-Mabile
La Roche-Mabile is een gemeente in het Franse departement Orne (regio Normandië) en telt 134 inwoners (2004). De plaats maakt deel uit van het arrondissement Alençon.

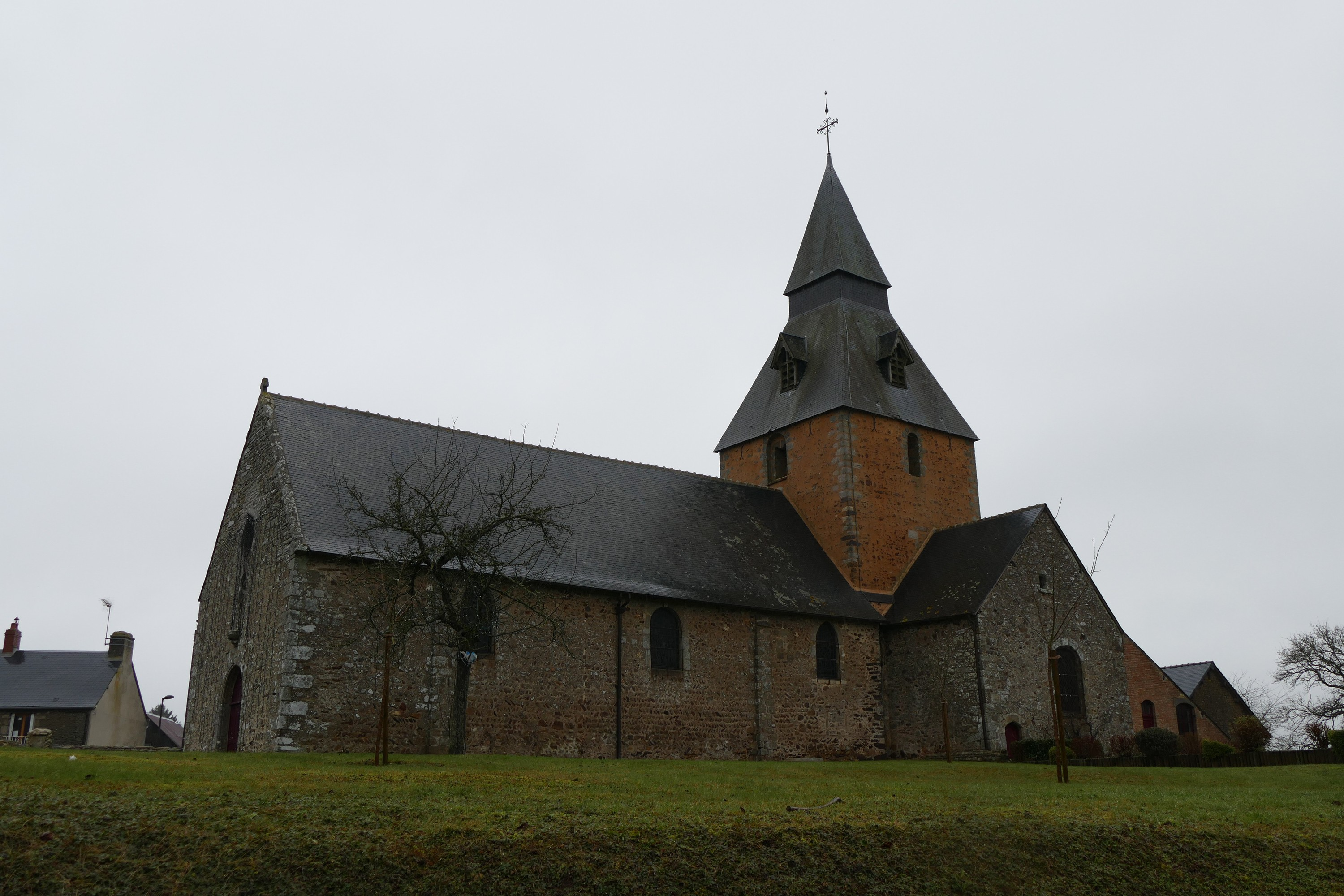
Kerk van St. Petrus en St. Paulus
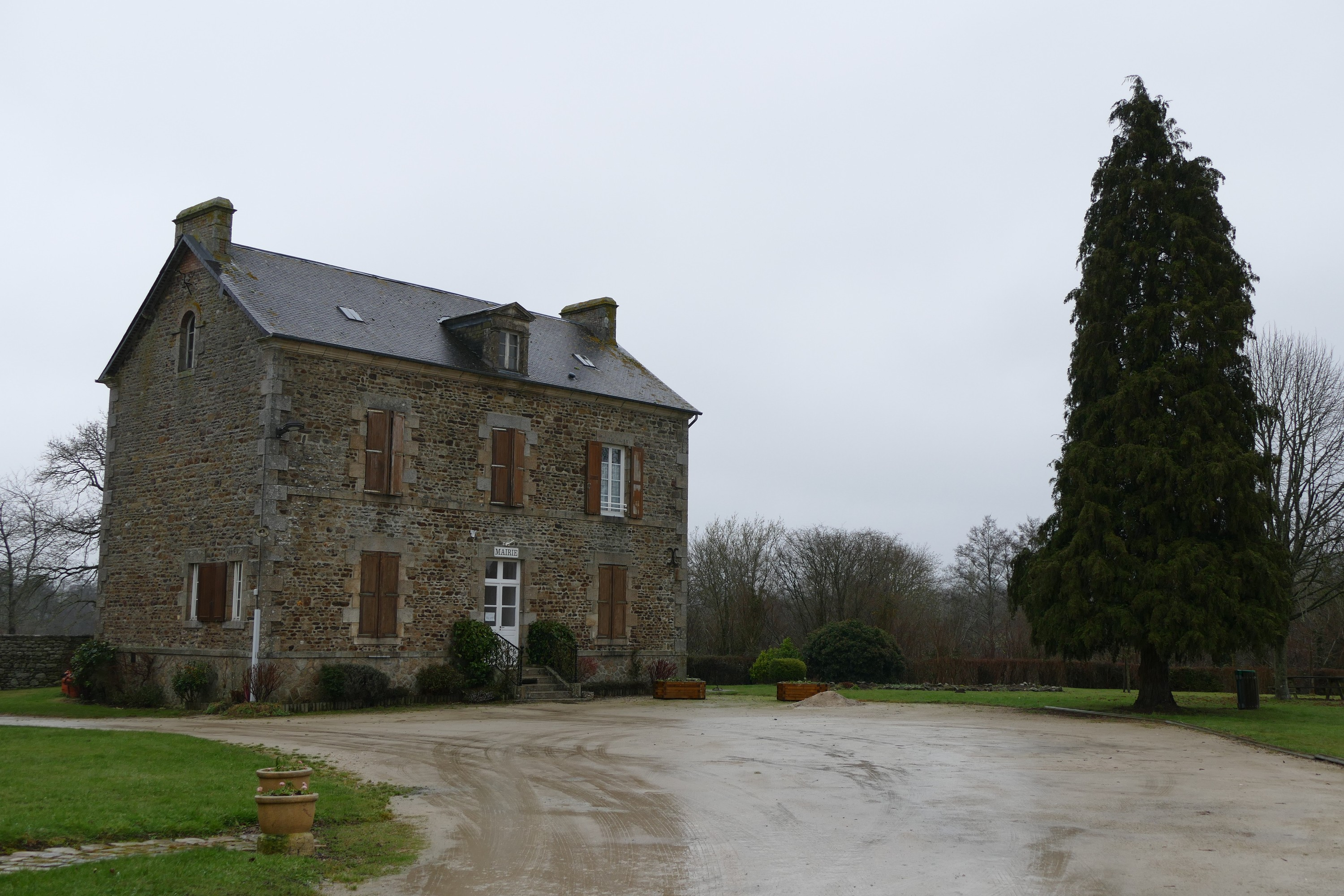
Gemeentehuis

## Geografie
De oppervlakte van La Roche-Mabile bedraagt 5,1 km², de bevolkingsdichtheid is 26,3 inwoners per km².
De onderstaande kaart toont de ligging van La Roche-Mabile met de belangrijkste infrastructuur en aangrenzende gemeenten.

## Demografie
Onderstaande figuur toont het verloop van het inwonertal (bron: INSEE-tellingen).